# Rhamnus purshiana

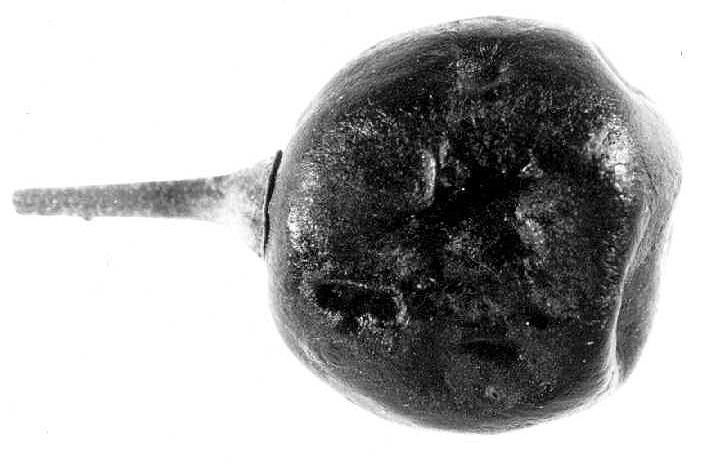
Cáscara sagrada.

Rhamnus purshiana, o cáscara sagrada es una planta natural de las zonas templadas de Norteamérica desde medio oeste hasta California, crece en bosques de coníferas y se cultiva en África central.

## Características
Su nombre de cáscara sagrada se lo dieron los españoles cuando colonizaron América, ya que hicieron creer que de este árbol procedía la madera para la construcción del arca de Noé.
Es un árbol de 6-12 metros de altura. Las hojas miden 4-8 cm de longitud y están cubiertas de pelusa al nacer, y se vuelven de color verde brillante. Son elípticas, enteras y poco dentadas. Las flores son pequeñas de color blanco verdoso y se agrupan en umbelas; tiene cinco pétalos. El fruto es una drupa negra del tamaño de un guisante grande que contiene dos o tres semillas brillantes.

## Propiedades
- Desde antes del descubrimiento de América los nativos la han utilizado como laxante.
- Produce una suave acción laxante no irritante del sistema digestivo. Aun así, se debe usar prudentemente y no abusar del mismo ya que puede causar melanosis colónica.
- Como tónico amargo, aumenta el apetito.
- Contiene emodina, cuyo extracto líquido se utiliza como laxante y tónico intestinal;

## Taxonomía
Rhamnus purshiana fue descrita por Augustin Pyrame de Candolle y publicado en Prodromus Systematis Naturalis Regni Vegetabilis 2: 25, en el año 1825.
Etimología
Rhamnus: nombre genérico que deriva de un antiguo nombre griego para el espino cerval.
purshiana: epíteto otorgado en honor del botánico Frederick Traugott Pursh (1774-1820)
Sinonimia
- Cardiolepis obtusa Raf.
- Frangula anonifolia (Greene) Grubov
- Frangula purshiana subsp. annonifolia (Greene) Sawyer & S.W.Edwards
- Frangula purshiana subsp. ultramafica Sawyer & S.W.Edwards
- Rhamnus annonifolia Greene
- Frangula purshiana Cooper[4]